# Hyperolius pusillus
Hyperolius pusillus és una espècie de granota de la família dels hiperòlids que viu a Botswana, Kenya, Malawi, Moçambic, Somàlia, Sud-àfrica, Eswatini, Tanzània, Zimbàbue i, possiblement també, a Uganda.